# Raimund Krämer

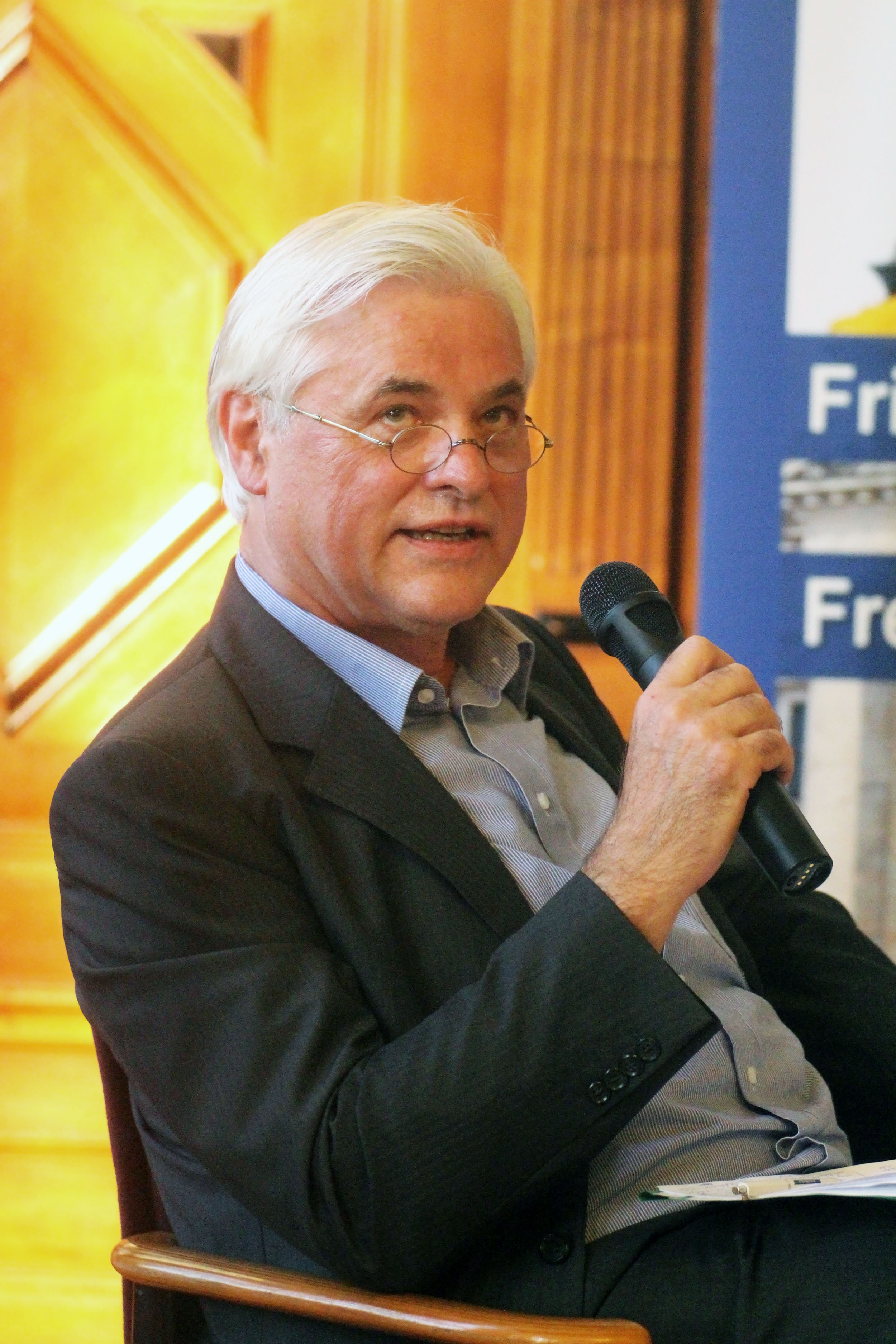
Raimund Krämer im Juni 2014

Raimund Krämer (* 1952 in Simmerath) ist ein deutscher Politikwissenschaftler und Chefredakteur der Fachzeitschrift WeltTrends.

## Leben
Krämer studierte am Institut für Internationale Beziehungen in Potsdam. 1980 erfolgte die Promotion, 1985 die Verteidigung der Habilitationsschrift. Seit 1990 ist er als Hochschuldozent für Internationale und Vergleichende Politikwissenschaft an der Universität Potsdam tätig. Es folgten  Forschungsaufenthalte in Oxford, Bogotá und Salzburg. 2011 wurde er zum außerplanmäßigen Professor an der Universität Potsdam ernannt.
Seine Forschungsschwerpunkte liegen in den Bereichen Internationale Politik und Vergleichende Politikwissenschaft. Hier beschäftigt er sich vornehmlich mit den politischen Entwicklungen Süd- und Mittelamerikas sowie jenen in der Europäischen Union. Weitere Themen seiner Forschung sind Grenzen in den internationalen Beziehungen, Regimetypen sowie das Verhältnis von Militär und Politik.
Krämer ist Übersetzer und Herausgeber der ersten deutschsprachigen Ausgabe des von Juan José Linz verfassten Klassikers „Totalitarian and Authoritarian Regimes“. 

## Schriften
- Der alte Mann und die Insel. Essays zu Politik und Gesellschaft in Kuba. Berliner Debatte, Berlin 1998. ISBN 978-3931703233
- Zs. mit Armin Kuhn: Militär und Politik in Süd- und Mittelamerika. Dietz, Berlin 2006. ISBN 978-3320020897
- Grenzen in den internationalen Beziehungen. WeltTrends Lehrtexte 14. WeltTrends, Potsdam 2009. ISBN 978-3941880047
- Res Publica – Eine Einführung in die Politikwissenschaft. 3. Auflage. WeltTrends Lehrtexte 18. WeltTrends, Potsdam 2011. ISBN 978-3-941880-29-0

Herausgeber
- Juan José Linz: Totalitäre und autoritäre Regime. Herausgegeben und übersetzt von Raimund Krämer. 3. Auflage. Potsdamer Textbücher 4. WeltTrends, Potsdam 2009. ISBN 978-3-941880-00-9
- Juan José Linz: Ein autoritäres Regime: Der Fall Spanien. Herausgegeben und übersetzt von Raimund Krämer und Christoph Sebastian Widdau. Potsdamer Textbücher 13. WeltTrends, Potsdam 2011. ISBN 978-3-941880-35-1